# Pere March
Pere March (Valencia, entre 1336 y 1338-Balaguer, 7 de junio de 1413) fue un poeta valenciano medieval, también conocido como Mosén Pere March. Fue posiblemente hijo de Jaume March I, Señor de Arampruñá, y de Guillemona d'Esplugues.

## Biografía
Perteneció a la corte del duque de Gandía, Alfonso de Aragón el Viejo, siendo el tesorero ducal hasta la muerte del mismo. Según las órdenes del duque, ideó la construcción del Monasterio de San Jerónimo de Cotalba, cercano a Gandía. Luchó junto a su hermano Jaume March II contra Pedro el Cruel y fue hecho prisionero en la batalla de Nájera (1367) por el Príncipe Negro de Inglaterra. Se estableció en Valencia y fue tesorero del Duque Real de Gandía. De su segundo matrimonio en 1399 con Elionor Ripoll (nieta del señor de Genovés) nació Ausiàs March, una de las máximas referencias de la poesía valenciana de todos los tiempos. Fue precisamente a Ausiàs al que llamó hijo primogénito en su testamento otorgado en Játiva (1413). Pere March acudió a la ciudad de Balaguer en una misión de cariz incierto relacionada con el alzamiento de Jaime II de Urgel en contra de Fernando de Antequera. Murió en esta ciudad, con 75 años, el 7 de junio de 1413. 
Al año siguiente su cuerpo fue trasladado y soterrado en el Monasterio de San Jerónimo de Cotalba, en Alfahuir, (Valencia) en la capilla y cripta que la familia March tenía en este monasterio, que fue descubierta en el año 2016. En este monasterio estaría enterrada también su esposa Elionor Ripoll así como las esposas de Ausiàs March y otros miembros de la familia March.
De Pere March, de quien se conservan cinco obras morales, dijo el Marqués de Santillana: Mosén Pere March el viejo, valiente y noble caballero, fizo asaz fermosas cosas, entre las quales escribió proverbios de grant moralidat.

## Obra
Se conservan tres poemas extensos de Pere March:
- El mal d'amor (El mal de amor).
- L'arnés del cavaller (El arnés del caballero).
- Lo compte final (La cuenta final).

También han llegado hasta nosotros nueve poesías breves caracterizadas por sus reflexiones morales y su tono sentencioso.